# Obrium planicolle
Obrium planicolle là một loài bọ cánh cứng trong họ Cerambycidae.